# Jättemyrpitta
Jättemyrpitta (Grallaria gigantea) är en fågel i familjen myrpittor inom ordningen tättingar.

## Utseende och läte
Med en kroppsläng på 26,5 cm, och som namnet avslöjar, är jättemyrpittan en mycket stor medel av familjen, med tjock och kraftig näbb. Ovansidan är olivbrun, med ljusgrått på hjässans bakre del och i nacken. Den är vidare rostbrun på huvudsidor och undersida, med svartkantade strupe- och bröstfjädrar som ger ett vågigt eller tvärbandat utseende. Lätet består av en fyra till åtta sekunder lång mörk drill (14–21 toner per sekund) som stiger i tonhöjd och ljudstyrke. Vattrad myrpitta har ett mycket likt läte, men jättemyrpittans är längre och avtar inte i slutet.

## Utbredning och systematik
Jättemyrpitta delas in i tre underarter med följande utbredning:
- Grallaria gigantea lehmanni – förekommer i Anderna i sydvästra Colombia (Magdalena Valley)
- Grallaria gigantea hylodroma – förekommer i sydvästra Colombia (Nariño) och Andernas västsluttning i Ecuador
- Grallaria gigantea gigantea – förekommer i Andernas östsluttning i Ecuador (Carchi och södra Napo till Tungurahua)

## Status och hot
Jättemyrpittan har ett litet utbredningsområde och liten världspopulation bestående av uppskattningsvis endast 600–1700 vuxna individer. Den tros också minska i antal till följd av habitatförlust. Fågeln är därför upptagen på internationella naturvårdsunionen IUCN:s röda lista över hotade arter, kategoriserad som sårbar (VU).